# ناحیه هوش
ناحیهٔ هوش (به مجاری: Hevesi járás) یک ناحیه در مجارستان است که در شهرستان هوش واقع شده‌است. ناحیهٔ هوش ۶۹۷٫۶۸ کیلومتر مربع مساحت و ۳۵٬۰۳۶ نفر جمعیت دارد.